# Taylor (cognome)
Taylor è un cognome di lingua inglese.

## Etimologia
Taylor è un cognome derivato da un mestiere, riconducibile a una variante ortografica di tailor, sarto.

## Diffusione
Taylor è il quarto cognome più diffuso nel Regno Unito, posizione che già deteneva alla fine del XIX secolo. Risulta inoltre essere tra i primi dieci cognomi più frequenti negli Stati Uniti d'America e in Australia. Da tale cognome deriva l'omonimo nome proprio di persona, Taylor.

## Persone

### Doppi cognomi
- Eliza Taylor-Cotter, attrice Australiana
- Howard Taylor Ricketts, patologo statunitense
- Phineas Taylor Barnum, impresario di spettacoli statunitense
- Samuel Taylor Coleridge, poeta, critico e filosofo inglese